# Gartnerkofel
Gartnerkofel – szczyt w Alpach Karnickich. Leży w południowej Austrii, w Karyntii, blisko granicy z Włochami. Leży blisko Creta di Aip (Trogkofel) oraz Monte Cavallo di Pontebba (Rosskofel). Ze szczytu widać między innymi Alpy Gailtalskie oraz Wysokie Taury z Grossglocknerem.